# 최후의 질문

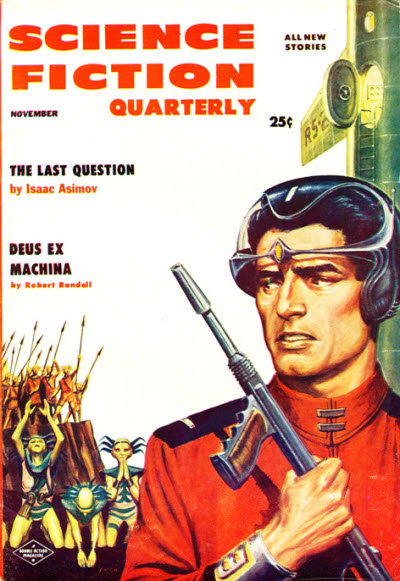

〈최후의 질문〉(영어: The Last Question)은 미국 작가 아이작 아시모프의 과학소설 단편이다. 1956년 11월 《사이언스 픽션 쿼털리》지에 처음 발표되었으며, 이후 여러 선집에 수록되었다. 《아홉 개의 내일》(1959년), 《아이작 아시모프 걸작선》(1973년), 《로봇의 꿈》(1986년), 《아이작 아시모프 최고의 과학소설》(1986년), 회고집 《오푸스 100》(1969년), 《아이작 아시모프: 완전한 이야기들, 제1권》(1990년)에 실렸다. 아시모프는 이 작품을 자신의 최고 작품 중 하나로 여겼으며, 그가 쓴 단편 중 가장 좋아하는 작품이기도 했다.이 작품은 멀티백이라는 가상의 컴퓨터를 다루는 느슨하게 연결된 일련의 이야기들 중 하나이다. 여러 세대를 거치면서 인류는 멀티백에게 엔트로피에 관한 질문을 던진다.
과학소설, 신학, 철학을 중첩하여 한군데로 엮어낸 것이 특징이다. 작품은 2년 전에 발표된 프레드릭 브라운의 초단편 〈답변〉에 대한 대응작으로 인정받고 있다.

## 역사
멀티백을 구상하면서, 아시모프는 1950년대 컴퓨터 기술 계획을 특징지었던 중앙집중화 경향을 궁극적인 중앙 관리형 전 지구적 컴퓨터로 확장했다. 그는 자신의 작품을 각색한 천체투영관 공연을 본 후, "사적으로" 이 이야기가 자신이 쓴 최고의 과학소설이라고 결론지었다. 그는 이 작품을 〈못생긴 꼬마〉(1958년 9월)와 〈이백년 사람〉(1976년)보다 약간 더 높게 평가했다. 이 이야기는 인류의 운명과 인간 존재 전체에 대한 질문을 던지며, 인구 증가와 환경 문제 같은 우리의 미래의 중요한 측면들에 대한 아시모프의 관심을 강조한다.

〈최후의 질문〉은 〈황혼〉(1941년)과 함께 아시모프의 가장 잘 알려지고 가장 높이 평가받는 단편 소설 중 하나로 꼽힌다. 그는 1973년에 다음과 같이 썼다.
왜 이 작품이 내가 가장 좋아하는 것일까? 우선, 나는 이 아이디어를 한 번에 떠올렸고 그것을 가지고 장난칠 필요가 없었다. 그리고 나는 그것을 열정적으로 써내려갔고 거의 단어를 바꿀 필요가 없었다. 이런 종류의 일은 어떤 작가에게든 어떤 이야기든 소중하게 만든다. 게다가, 이 작품은 내 독자들에게 가장 이상한 영향을 미쳤다. 종종 누군가가 내가 썼을지도 모르는 이야기의 제목을 알려달라고 편지를 보내오고, 어디서 그것을 찾을 수 있는지 묻는다. 그들은 제목은 기억하지 못하지만 이야기를 설명할 때 항상 '최후의 질문'이다. 이는 최근에 한 절박한 사람으로부터 장거리 전화를 받은 지경에 이르렀는데, 그는 "아시모프 박사님, 제가 생각하기에 당신이 쓴 것 같은 이야기가 있는데, 제목이 기억나지 않습니다-"라고 말을 시작했고, 그 시점에서 나는 그의 말을 가로채어 그것이 '최후의 질문'이라고 말했다. 내가 줄거리를 설명했을 때 그것은 정말로 그가 찾던 이야기였다. 나는 그에게 내가 천 마일 떨어진 곳에서도 마음을 읽을 수 있다고 확신시킨 채 전화를 끊었다.

## 줄거리
이야기는 자체 조정 및 자체 수정 기능을 갖춘 컴퓨터인 멀티백(Multivac)을 중심으로 전개된다. 멀티백은 수십 년 동안 데이터를 공급받아 이를 평가하고 질문에 답변함으로써 인류가 지구라는 행성의 한계를 넘어설 수 있게 해주었다. 그러나 2061년, 멀티백은 인류에 대한 더 깊은 근본을 이해하기 시작했다. 처음 여섯 장면에서는 각기 다른 인물이 컴퓨터에 동일한 질문을 제시한다. 그 질문은 우주의 열죽음이 인류 존재에 미치는 위협을 어떻게 막을 수 있는지에 관한 것이다. "우주의 순 엔트로피 양을 대규모로 감소시키는 방법은 무엇인가?" 이것은 "열역학 제2법칙(이야기에서는 우주의 엔트로피 증가로 사용됨)의 작용을 되돌릴 수 있는가?"라고 묻는 것과 같다. 멀티백은 많은 "사고" 끝에 "의미 있는 답변을 위한 데이터 불충분"이라는 응답만을 한다.
이야기는 시간을 건너뛰어 인류와 과학 발전의 후기 시대로 진행된다. 이러한 새로운 시대는 인류가 "더 많은 것"을 찾는 목표를 강조한다. 더 많은 공간, 더 많은 에너지, 현재의 행성이 과밀해지면 거주할 더 많은 행성들이 그것이다. 우주에 대한 인류의 족적이 확장됨에 따라 컴퓨터는 점차 소형화되었다. 이는 이야기의 두 번째 시대에서 언급되는 "마이크로백(Microvac)"에서 확인할 수 있는데, 이는 멀티백의 더 작고 더 진보된 버전으로, 인류가 "행성 X-23"에 거주하게 된 것을 상세히 설명한다. 각 시대마다 누군가가 엔트로피의 역전과 감소에 관한 궁극적인 "최후의 질문"을 하기로 결정한다. 멀티백의 후손에게 이 질문이 제기될 때마다, 그것은 문제를 해결할 수 없음을 깨닫고 (언어적으로 점점 더 정교해지는) "아직 의미 있는 답변을 위한 데이터가 불충분합니다."라고만 답할 수 있다.

마지막 장면에서, 우주 전체에 퍼진 1조, 1조, 1조 이상의 인간의 통합된 정신 과정인 신과 같은 인류의 후손은 물질과 에너지가 끝나고, 그와 함께 공간과 시간이 끝나면서 별들이 하나씩 꺼지는 것을 지켜본다. 인류는 마지막 남은 인류가 AC와 합쳐져 사라지기 전에 AC(아날로그 컴퓨터)에게 마지막으로 엔트로피 질문을 한다. AC는 멀티백의 궁극적인 후손으로, 중력이나 시간의 경계를 넘어 초공간에 존재한다. AC는 여전히 답변을 할 수 없지만 공간과 시간이 존재하지 않게 된 후에도 계속해서 이 질문을 숙고한다. AC는 결국 아직 가능한 모든 조합으로 사용 가능한 모든 데이터를 결합하지 않았음을 깨닫고, 수억 년에 걸쳐 그리고 인류와의 융합을 통해 얻은 모든 정보의 마지막 조각을 재배열하고 결합하는 어려운 과정을 시작한다. 결국 AC는 답을 발견한다 - 엔트로피의 역전이 사실상 가능하다는 것이다 - 그러나 이미 우주가 죽었기 때문에 이를 보고할 대상이 없다. 따라서 AC는 시연을 통해 답하기로 결정한다. 이야기는 AC의 선언으로 끝난다.
그리고 AC가 말했다: "빛이 있으라!" 그러자 빛이 있었다-

## 테마

### 철학
과학과 종교는 일반적으로 대립적인 관계를 가지고 있지만, 〈최후의 질문〉은 일부 성경적 맥락("빛이 있으라")을 탐구한다. 아시모프의 이야기에서 존재의 거대한 의미와 같은 측면들은 기술과 인간 지식을 통해 절정에 달한다. 멀티백에서 AC로의 진화는 일종의 존재의 순환을 모방하기도 한다.

### 디스토피아적 해피엔딩
멀티백의 목적은 지식에 대한 욕구로 개념화되었으며, 더 많은 지식이 인류에게 더 나은 미래를 가져다줄 것이라는 아이디어를 촉진한다. 그러나 미래에 관한 컴퓨터의 답변은 태양의 불가피한 소진을 시사하며, 이러한 지식에 대한 갈증은 미래에 대한 집착이 된다. 이야기의 결말은 멸망과 평화 사이의 이분법을 보여준다.

## 각색
- 1966년, 미시간 주립대학교의 Abram 천체투영관에서 처음으로 이 소설이 각색되었다.
- 1969년, 뉴욕 로체스터주의 Strasenburgh 천체투영관에서 각색된바 있다.
- 1970년대 초,John Hault의 감독아래 AlbertaEdmonton에 있는 Edmonton 우주과학센터에서도 각색된바 있다.

그 외에도 각색되거나 이 이야기가 소개된 사례가 있었는데,아래와 같은 사례가 있다.
- 1973년 필라델피아의 프랭클린 연구소의 천체투영관[14][15]
- 1974년 펜실베니아주의 천체투영관의 Reading School District[16]
- 2008년,2009년에 BBC라디오에서 이 책을 낭독하기도 했다.[17]

## 같이 보기
- 기술적 특이점 - 기술적 성장이 통제 불가능하고 돌이킬 수 없게 되는 가상의 시점

## 주해
1. ↑  "누군가가 한때 제로드에게 '마이크로백'(Microvac)의 끝에 있는 'ac'가 고대 영어로 '아날로그 컴퓨터'를 의미한다고 말한 적이 있었지만, 그는 그마저도 잊어버릴 지경에 이르렀다."[9]

## 참고 문헌
1. 1 2  《The big book of science fiction : the ultimate collection》. Ann VanderMeer, Jeff VanderMeer. New York. 2016. ISBN 978-1-101-91009-2. OCLC 928107748.
2. ↑  “FAQ”. AsimovOnline.com. 2010년 1월 2일에 확인함.
3. ↑  아이작 아시모프 (1994). 《I, Asimov: A Memoir》. Bantam. 250쪽. ISBN 055356997X.
4. ↑  I. Asimov: A Memoir pp. 250-251
5. ↑  Asimov, I. In Joy Still Felt Avon (1980) pp. 601-602
6. ↑  Gardner, Martin (1983). 《The Whys of a Philosophical Scrivener》.
7. ↑  Landon, Brooks (2008). 〈computers in science fiction〉.   Gunn, James; Barr, Marleen S.; Candelaria, Matthew. 《Reading Science Fiction》.
8. ↑  Asimov, Isaac (1973). 〈Introduction〉. 《The Best of Isaac Asimov》. Sphere Books. ix–xiv쪽. ISBN 0-385-05078-X. LCCN 74-2863.
9. ↑  “Science Fiction Quarterly New Series v04n05 (1956 11) (slpn)”. November 1956  – Internet Archive 경유.
10. ↑  Asimov, Isaac (November 1956). “The Last Question”. 《Science Fiction Quarterly》.
11. ↑  Popova, Maria (2013년 8월 13일). “Religion vs. Humanism: Isaac Asimov on Science and Spirituality”. 《The Marginalian》 (미국 영어). 2023년 1월 29일에 확인함.
12. ↑  “The Last Question Analysis”. 《Creative Writing Prompt Contests》 (미국 영어). 2015년 6월 20일. 2023년 1월 29일에 확인함.
13. ↑  “There Is Yet Insufficient Data for a Meaningful Answer”, 《Spoiler Alert》 (University of Minnesota Press), 2019년 10월 29일, 23–46쪽, doi:10.5749/j.ctvr7fd26.4, ISBN 9781452962924, S2CID 242355987, 2022년 4월 6일에 확인함
14. ↑  “Untitled briefs”. The Philadelphia Inquirer. 1973년 9월 2일. 2016년 9월 27일에 확인함.
15. ↑  John F., Walsh (1974년 6월 30일). “`The Last Question' appeals to viewers at planetarium”. Reading Eagle. 2016년 9월 27일에 확인함.
16. ↑  John F., Walsh (1974년 6월 30일). “`The Last Question' appeals to viewers at planetarium”. Reading Eagle. 2016년 9월 27일에 확인함.
17. ↑  “BBC Radio 7 - Isaac Asimov - The Last Question”. 2015년 8월 14일에 확인함.